# Chris Heaton-Harris
Christopher Heaton-Harris (Epsom, 28 novembre 1967) è un politico britannico, membro del Partito Conservatore, Segretario di Stato per l'Irlanda del Nord dal 2022 al 2024.
Ha ricoperto il ruolo di parlamentare per il collegio di Daventry dal 2010 al 2024 e in precedenza è stato anche deputato al Parlamento europeo (MEP) per le East Midlands dal 1999 al 2009. Il 9 luglio 2018 è stato nominato Sottosegretario di Stato parlamentare nel Dipartimento per l'uscita dall'Unione europea, dal quale si è successivamente dimesso il 3 aprile 2019.